# Amphiprion perideraion
Poisson-clown à collier
Espèce
Le Poisson-clown à collier (Amphiprion perideraion), est une espèce de poissons clowns, de la famille des Pomacentridae qui regroupe les poissons-clowns et les demoiselles.

## Répartition
Ce poisson peuple les eaux du centre de la région Indo-Pacifique et ce jusqu'à une profondeur de 3 à 30 mètres.

## Habitat

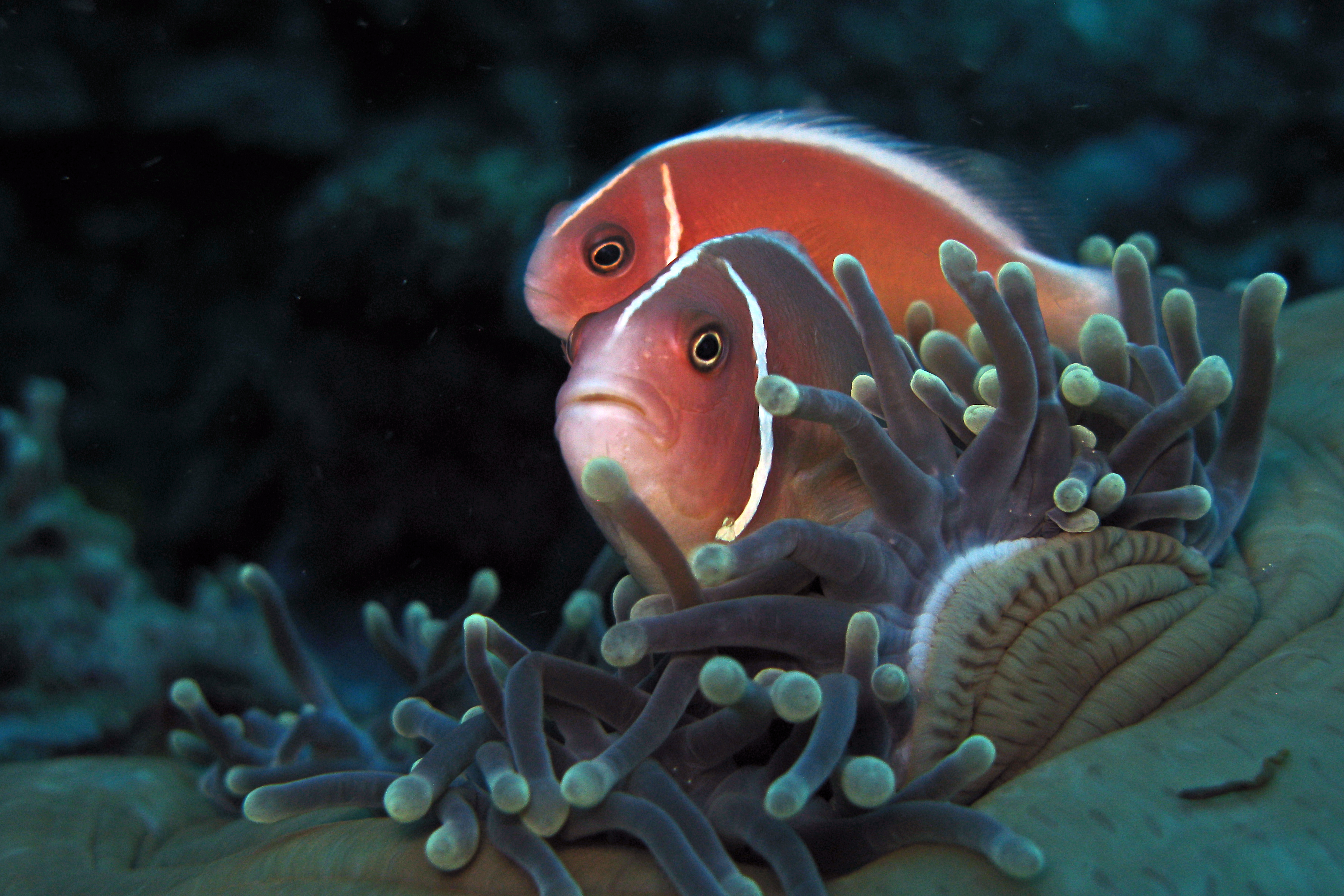
Poissons-clown à collier

Comme tous les poissons-clowns, Amphiprion perideraion vit en association étroite (mutualisme) avec une grande anémone de mer, principalement Heteractis magnifica. Moins souvent, on peut également le trouver dans Heteractis crispa, Macrodactyla doreensis et Stichodactyla gigantea. Dans une anémone vit habituellement un couple reproducteur et plusieurs subadultes immatures.

## Reproduction
Les poissons de l'espèce Amphiprion perideraion sont des hermaphrodites protandriques. Ils sont tous mâles à la naissance. Selon les circonstances certains changeront de sexe et deviendront femelles. Ils sont en outre monogames, c'est-à-dire qu'ils n'ont qu'un seul partenaire pour leur vie, à moins qu'un des deux décède. Si la femelle du couple meurt, alors le mâle reproducteur peut devenir femelle s'il se trouve un autre compagnon. La différenciation sexuelle se ferait en fonction de la taille des animaux en présence. Lorsque la femelle est prête à pondre ses œufs, le mâle nettoie un pan de rocher, à proximité de l’anémone, où la femelle dépose se œufs. La femelle peut pondre de 300 à 700 œufs.

## Taille
À l'âge adulte, Amphiprion perideraion mesure un maximum de 8 cm.

## Régime alimentaire
De prime abord, il est omnivore. Lorsqu'il est domestique (en aquarium), il peut manger des morceaux de moules, crues ou cuites. Il  peut aussi manger des petits morceaux de crevettes, des artemia et d'autres petits invertébrés.

## Autres sites
- Fiche sur reef-guardian : Amphiprion perideraion
- Fiche sur AquaPortail:Amphiprion perideraion(fr)
- Espèces des anémones de mer abritant Amphiprion perideraion (fr)